# Eparchia di Mananthavady
L'eparchia di Mananthavady (in latino Eparchia Manantoddiensis) è una sede della Chiesa cattolica siro-malabarese in India suffraganea dell'arcieparchia di Tellicherry. Nel 2021 contava 177.102 battezzati su 1.623.000 abitanti. È retta dall'eparca José Porunnedom.

## Territorio
L'eparchia estende la sua giurisdizione sui fedeli della Chiesa cattolica siro-malabarese nel distretto di Wayanad e in alcune parrocchie dei distretti di Kannur e Malappuram nello stato del Kerala; e nel distretto dei Nilgiri nello stato indiano del Tamil Nadu.
Sede eparchiale è la città di Mananthavady, dove si trova la cattedrale di San Giuseppe.
Il territorio è suddiviso in 157 parrocchie.

## Storia
L'eparchia è stata eretta il 1º marzo 1973 con la bolla Quanta gloria di papa Paolo VI, ricavandone il territorio dall'eparchia di Tellicherry (oggi arcieparchia). Originariamente era suffraganea dell'arcieparchia di Ernakulam (oggi arcieparchia di Ernakulam-Angamaly).
Il 4 dicembre 1975 ha incorporato porzioni di territorio che era appartenuto all'eparchia di Tellicherry.
Il 18 maggio 1995 è entrata a far parte della provincia ecclesiastica dell'arcieparchia di Tellicherry.
Il 29 agosto 1997 ha ceduto una porzione del suo territorio a vantaggio dell'erezione dell'eparchia di Bhadravathi.
Il 18 gennaio 2010 ha ceduto altre porzioni di territorio all'eparchia di Bhadravathi e a vantaggio dell'erezione dell'eparchia di Mandya.

## Cronotassi dei vescovi
Si omettono i periodi di sede vacante non superiori ai 2 anni o non storicamente accertati.
- Jacob Thoomkuzhy (1º marzo 1973 - 18 maggio 1995 nominato eparca di Thamarasserry)
- Emmanuel Pothanamuzhy, C.M.I. † (11 novembre 1996 - 6 aprile 2003 deceduto)
- José Porunnedom, dal 18 marzo 2004

## Statistiche
L'eparchia nel 2021 su una popolazione di 1.623.000 persone contava 177.102 battezzati, corrispondenti al 10,9% del totale.
| anno | popolazione | popolazione | popolazione | presbiteri | presbiteri | presbiteri | presbiteri                | diaconi | religiosi | religiosi | parrocchie |
| anno | battezzati  | totale      | %           | numero     | secolari   | regolari   | battezzati per presbitero | diaconi | uomini    | donne     | parrocchie |
| ---- | ----------- | ----------- | ----------- | ---------- | ---------- | ---------- | ------------------------- | ------- | --------- | --------- | ---------- |
| 1980 | 110.217     | ?           | ?           | 64         | 64         |            | 1.722                     | 1       | 7         | 366       | 103        |
| 1990 | 130.000     | 8.526.000   | 1,5         | 185        | 84         | 101        | 702                       |         | 119       | 795       | 130        |
| 1999 | 171.000     | 8.105.000   | 2,1         | 223        | 142        | 81         | 766                       |         | 258       | 1.339     | 127        |
| 2000 | 171.200     | 8.107.000   | 2,1         | 205        | 145        | 60         | 835                       |         | 234       | 1.386     | 153        |
| 2001 | 162.800     | 9.500.000   | 1,7         | 212        | 152        | 60         | 767                       |         | 242       | 1.323     | 153        |
| 2002 | 164.823     | 10.000.000  | 1,6         | 211        | 151        | 60         | 781                       |         | 239       | 1.180     | 153        |
| 2003 | 165.653     | 10.000.000  | 1,7         | 266        | 206        | 60         | 622                       |         | 239       | 1.371     | 156        |
| 2004 | 166.000     | 10.000.000  | 1,7         | 362        | 212        | 150        | 458                       |         | 304       | 1.427     | 157        |
| 2009 | 167.200     | 10.395.394  | 1,6         | 449        | 225        | 224        | 372                       |         | 385       | 1.502     | 142        |
| 2013 | 174.020     | 5.570.210   | 3,1         | 468        | 178        | 290        | 371                       |         | 459       | 1.325     | 146        |
| 2016 | 172.282     | 1.603.885   | 10,7        | 489        | 194        | 295        | 352                       |         | 453       | 1.343     | 151        |
| 2019 | 176.562     | 1.617.900   | 10,9        | 660        | 290        | 370        | 267                       |         | 566       | 1.370     | 153        |
| 2021 | 177.102     | 1.623.000   | 10,9        | 684        | 302        | 382        | 258                       |         | 564       | 1.350     | 157        |